# 方丹于泰尔特
方丹于泰尔特（法語：Fontaine-Uterte）是法国皮卡第大区埃纳省的一个市镇，属于圣康坦区博安昂韦尔芒杜瓦县。该市镇2009年时的人口为127人。

## 人口
方丹于泰尔特人口变化图示
| 数据来源：INSEE |